# Morgan Heritage
Morgan Heritage is een Jamaicaanse reggaeband die bestaat uit vijf kinderen van de reggae-artiest Denroy Morgan. Ondanks hun relatief jonge leeftijd worden ze beschouwd als belangrijke groep in de reggaescene. Succesvolle singles van de band waren onder meer: She's still loving me", "Your best friend", "Tell me how come", "Liberation", "Down By The River" en Don't Haffi Dread.
De bandleden groeiden op in de muziekstudio van hun vader in de Verenigde Staten. Tijdens Reggae Sunsplash-festival in Jamaica trad de groep, die toen nog uit acht kinderen bestond, voor het eerst op in het openbaar. Platenlabel MCA bood hen vervolgens een contract aan en bracht hun debuutalbum Miracles uit in 1994. In latere jaren gaven de bandleden aan dat ze van mening waren dat hun debuutalbum te veel popinvloeden had.
Na de release van Miracles verhuisde het gezin naar Denroy's thuisland Jamaica. In die periode verlieten enkele familieleden de band. In Jamaica begon Morgan Heritage te werken met bekende reggaeproducenten als Bobby Dixon en Lloyd James, wat leidde tot het album Protect us Jah in 1997. Daarna volgden One Calling in 1998 en het spiritueel getinte album Don't Haffi Dread in 1999. Inmiddels hebben ze verder albums uitgebracht en meermaals getoerd door Europa.
In 2016 won de groep een Grammy Award voor beste reggaealbum voor hun album Strictly Roots.
Een andere band met broers en zussen uit het gezin, het meer op hiphop geïnspireerde LMS, toert regelmatig samen met Morgan Heritage.
Peter Morgan overleed op 25 februari 2024 op 46-jarige leeftijd.

## Bandleden
- Una Morgan (1973, keyboard en zang)
- Roy "Gramps" Morgan (1975, keyboard en zang)
- Peter "JahPetes" Morgan (1977-2024, zang)
- Nakhamyah "Lukes" Morgan (1977, gitaar)
- Memo "Mr. Mojo" Morgan (1981, percussie)

## Albums
- Miracles (1994)
- Protect Us Jah (1997)
- One Calling (1998)
- Don't Haffi Dread (1999)
- Live In Europe! (2000)
- More Teachings (2001)
- Three In One (2003)
- Live In Amsterdam! (2003)
- Morgan Heritage Family and Friends, Vol. 1 (2004)
- Morgan Heritage Family and Friends, Vol. 2 (2005)
- Morgan Heritage Family and Friends, Vol. 3 (2005)
- Full Circle (2005)
- Live - Another Rockaz Moment (2006)
- Misson In Progress (2008)
- The Return EP (2012)
- Here Come The Kings (2013)
- Strictly Roots (2015)